# Liste der Baudenkmäler in Bechhofen (Mittelfranken)
Auf dieser Seite sind die Baudenkmäler in dem mittelfränkischen Markt Bechhofen zusammengestellt. Diese Tabelle ist eine Teilliste der Liste der Baudenkmäler in Bayern. Grundlage ist die Bayerische Denkmalliste, die auf Basis des Bayerischen Denkmalschutzgesetzes vom 1. Oktober 1973 erstmals erstellt wurde und seither durch das Bayerische Landesamt für Denkmalpflege geführt wird. Die folgenden Angaben ersetzen nicht die rechtsverbindliche Auskunft der Denkmalschutzbehörde.

## Baudenkmäler nach Gemeindeteilen

### Bechhofen
| Lage                                                                      | Objekt                                             | Beschreibung | Akten-Nr.               | Bild           |
| ------------------------------------------------------------------------- | -------------------------------------------------- | --- | ----------------------- | -------------- |
| Ansbacher Straße 29 (Standort)                                            | Ehemalige Pinsel- und Bürstenfabrik                | Zweigeschossiger Traufseitbau mit Satteldach und Natursteingliederung, 1903                                                                              | D-5-71-115-122 Wikidata | weitere Bilder |
| Ansbacher Straße 56 (Standort)                                            | Ehemaliger Bahnhof                                 | Zweigeschossiger Bau mit Walm- und Halbwalmdach, mit dreigeschossigem Vorbau, mit Naturstein- und Fachwerkteilen, historisierend, um 1900                | D-5-71-115-2 Wikidata   | weitere Bilder |
| Dinkelsbühler Straße 12 (Standort)                                        | Evangelisch-lutherische Nebenkirche St. Katharina  | Saalbau des 15. Jahrhunderts, Umbau des Langhauses und Turmerhöhung durch Johann David Steingruber 1780; mit Ausstattung                                 | D-5-71-115-5 Wikidata   | weitere Bilder |
| Dinkelsbühler Straße 21 (Standort)                                        | Ehemaliges Wohngebäude, heute Museum               | Zweigeschossiger Satteldachbau in Ecklage, Obergeschoss und Giebel Fachwerk, verputzt, vorkragendes Obergeschoss, vor 1600                               | D-5-71-115-8 Wikidata   | weitere Bilder |
| Dinkelsbühler Straße 24 (Standort)                                        | Ehemaliges herrschaftliches Amtshaus               | Zweigeschossiger massiver Walmdachbau in Ecklage, mit einfacher Putzgliederung, 18. Jahrhundert                                                          | D-5-71-115-9 Wikidata   | BW             |
| Dinkelsbühler Straße 24 (Standort)                                        | Scheune                                            | Massiver Satteldachbau, 18. Jahrhundert | D-5-71-115-9 Wikidata   | BW             |
| Friedhofstraße (Standort)                                                 | Alter Friedhof                                     | Grabmäler des späten 19. und 20. Jahrhunderts, Kriegsgräber des Ersten Weltkriegs mit reichen Grabsteinen, gusseisernes Kruzifix, spätes 19. Jahrhundert | D-5-71-115-17 Wikidata  | BW             |
| Friedhofstraße (Standort)                                                 | Einfriedung                                        | Mit Eingangstoren, Quadermauerwerk mit eisernem Gitterzaun, wohl um 1900                                                                                 | D-5-71-115-17 Wikidata  | BW             |
| Gunzenhausener Straße 7 (Standort)                                        | Evangelisch-lutherisches Pfarrhaus                 | Zweigeschossiger massiver Satteldachbau in Ecklage, mit Natursteingliederung, in spätklassizistischen Formen, drittes Drittel 19. Jahrhundert            | D-5-71-115-10 Wikidata  | BW             |
| Kirchstraße 1 (Standort)                                                  | Evangelisch-lutherische Pfarrkirche St. Johannes   | Hallenkirche, gotisierend mit historistischen Stilelementen, mit Gliederungen in Naturstein, von Carl Jäger, 1914–22; mit Ausstattung                    | D-5-71-115-11 Wikidata  | weitere Bilder |
| Martin-Luther-Platz 1 (Standort)                                          | Ehemaliges Schulhaus, jetzt Rathaus                | Zweigeschossiger Walmdachbau mit flügelförmigem Anbau, mit Lisenengliederung, in klassizierenden Formen, zwanziger Jahre des 20. Jahrhunderts            | D-5-71-115-12 Wikidata  | weitere Bilder |
| Mühlweg 1 (Standort)                                                      | Alte Mühle                                         | Mühl- und Wohngebäude, zweigeschossiger massiver Satteldachbau, im Kern 14. Jahrhundert, heutige Erscheinung Putzbau des 18. Jahrhunderts                | D-5-71-115-13 Wikidata  | BW             |
| Mühlweg 1 (Standort)                                                      | Alte Mühle                                         | Nebengebäude, Stall, Eingeschossiger Satteldachbau, 19. Jahrhundert; mehrere ältere Spolien                                                              | D-5-71-115-13 Wikidata  | BW             |
| Schloßstraße 3 (Standort)                                                 | Ehemaliges Seckendorffisches Schloss               | Zweigeschossiger Walmdachbau, mit kleinem Zwerchhaus, Putzgliederungen, 17./18. Jahrhundert, an der Stelle einer mittelalterlichen Wasserburg            | D-5-71-115-15 Wikidata  | weitere Bilder |
| Schloßstraße 3 (Standort)                                                 | Ehemaliges Seckendorffisches Schloss: Nebengebäude | eingeschossige Satteldachbauten, wohl 19. Jahrhundert | D-5-71-115-15 Wikidata  | BW             |
| Schloßstraße 3 (Standort)                                                 | Grundstücksmauer                                   | 18./19. Jahrhundert | D-5-71-115-15 Wikidata  | BW             |
| Untere Weihergasse 14 (Standort)                                          | Wohnhaus                                           | Zweigeschossiges massives Gebäude mit Mansardwalmdach, spätes 18. Jahrhundert                                                                            | D-5-71-115-16 Wikidata  | BW             |
| Auf einer Anhöhe nordwestlich des Ortes, nahe der Blütenstraße (Standort) | Jüdischer Friedhof                                 | umfangreiche Anlage mit Grabsteinen des 17. bis 20. Jahrhunderts                                                                                         | D-5-71-115-18 Wikidata  | weitere Bilder |
| Auf einer Anhöhe nordwestlich des Ortes, nahe der Blütenstraße (Standort) | Friedhofsmauer                                     | Mehrfach erneuerte Ummauerung | D-5-71-115-18           | weitere Bilder |

### Birkach
| Lage                  | Objekt        | Beschreibung | Akten-Nr.              | Bild |
| --------------------- | ------------- | --- | ---------------------- | ---- |
| Birkach 9 (Standort)  | Wohnstallhaus | Eingeschossiges massives Gebäude mit Steildach, bezeichnet „1840“                                                       | D-5-71-115-22 Wikidata | BW   |
| Birkach 18 (Standort) | Gasthaus      | Zweigeschossiger massiver Satteldachbau, erste Hälfte 19. Jahrhundert                                                   | D-5-71-115-20 Wikidata | BW   |
| Birkach 18 (Standort) | Nebengebäude  | Wohl zweite Hälfte 19. Jahrhundert                                                                                      | D-5-71-115-20 Wikidata | BW   |
| Birkach 22 (Standort) | Bauernhaus    | Zweigeschossiger massiver Satteldachbau, mit Eckquaderungen und profilierten Rahmungen, zweites Drittel 19. Jahrhundert | D-5-71-115-19 Wikidata | BW   |

### Burgstallmühle
| Lage                        | Objekt         | Beschreibung                                                                | Akten-Nr.              | Bild |
| --------------------------- | -------------- | --------------------------------------------------------------------------- | ---------------------- | ---- |
| Burgstallmühle 1 (Standort) | Burgstallmühle | Mühlengebäude, zweigeschossiger massiver Satteldachbau, 18./19. Jahrhundert | D-5-71-115-23 Wikidata | BW   |

### Großenried
| Lage | Objekt                                 | Beschreibung | Akten-Nr.              | Bild |
| --- | -------------------------------------- | --- | ---------------------- | --- |
| Altmühl (Standort) | Brücke über die Altmühl                | Dreibogiger Hausteinquaderbau, 18. Jahrhundert, moderner Betonaufsatz, mit Brückenfigur des heiligen Laurentius, Mitte 18. Jahrhundert, renoviert 1800 | D-5-71-115-36          | weitere Bilder |
| Am Gothendorfer Weg, bei der Straße nach Bechhofen, circa 200 m außerhalb des Ortes an einem Feldweg zur Kirche (Standort) | Wegkreuz                               | Gusseisenkruzifixus auf Hausteinsockel, zweite Hälfte 19. Jahrhundert | D-5-71-115-34 Wikidata | BW |
| Goethestraße 3, 5 (Standort)                                                                                               | Wohngebäude                            | Zweigeschossiger giebelständiger Satteldachbau, massiv, mit rustizierten Ecklisenen, Putzgliederungen und profilierten Rahmungen, 1779 und 1788 | D-5-71-115-25 Wikidata | BW |
| Goethestraße 13 (Standort)                                                                                                 | Ehemaliges Wohngebäude, jetzt Gasthaus | Im Charakter eines herrschaftlichen Amtshofs, zweigeschossiger Satteldachbau in Ecklage, mit Eckquaderungen, im Kern 16. Jahrhundert, rückseitig Fachwerkgiebel 17./18. Jahrhundert; reicher Innenausbau, spätes 18. Jahrhundert                                                               | D-5-71-115-26 Wikidata | BW |
| Goethestraße 13 (Standort)                                                                                                 | Hofeinfahrt                            | Mit Kugelpfeilern und erhaltene Teile der Grundstücksummauerung, wohl 18. Jahrhundert | D-5-71-115-26 Wikidata | BW |
| In der Triebgasse; circa 300 m außerhalb des Ortes, jenseits Kleinried an der Straße nach Irrebach (Standort)              | Wegkreuz                               | Gusseisenkruzifixus auf Hausteinsockel, Mitte 19. Jahrhundert | D-5-71-115-35 Wikidata | BW |
| Kirchenallee (Standort) | Neuer Friedhof                         | Ummauerte Anlage nordwestlich der Kirche, mit gusseisernem Kruzifixus auf Sandsteinsockel von 1882 Grabsteine, spätes 19. und frühes 20. Jahrhundert | D-5-71-115-30 Wikidata | BW |
| Kirchenallee (Standort) | Katholische Pfarrkirche St. Laurentius | Saalkirche, neuromanischer Bau von 1886/88, Turmuntergeschoss im Kern spätmittelalterlich, Sakristei ehemaliger Chor des späten 14. Jahrhunderts, teilweise ziegelsichtiger Bau mit Zier- und Gliederungselementen in Naturstein, westlich flankierender Turm mit Rhombendach; mit Ausstattung | D-5-71-115-24 Wikidata | weitere Bilder |
| Kirchenallee (Standort) | Ummauerung                             | Erhaltene Teile der Ummauerung des aufgelassenen alten Friedhofs mit Mauerresten des abgerissenen Pfarrhauses, 18./19. Jahrhundert | D-5-71-115-24 Wikidata | BW |
| Kirchenallee; südlich der Hauptstraße in der Nähe der Kirche (Standort)                                                    | Steinkreuz                             | Mittelalterlich; daneben Sockel eines verlorenen Bildstocks | D-5-71-115-31 Wikidata | BW |
| Kirchenallee, bei der Kirche (Standort)                                                                                    | Kriegerdenkmal mit Sandsteinkruzifixus | 1914/18 | D-5-71-115-32 Wikidata | BW |
| Kirchenallee 1 (Standort)                                                                                                  | Gasthaus                               | Zweigeschossiger massiver Satteldachbau in Ecklage, Ecklisenen in Naturstein, zweite Hälfte 18. Jahrhundert | D-5-71-115-27 Wikidata | BW |
| Kirchenallee 9 (Standort)                                                                                                  | Wohnhaus                               | Zweigeschossiges Gebäude mit Frackdach, verputzt, erste Hälfte 19. Jahrhundert, mit Steinkruzifix, 16./17. Jahrhundert, an der Giebelwand | D-5-71-115-28 Wikidata | BW |
| Prof.-Sand-Straße (am Ortsausgang nach Mörlach) (Standort)                                                                 | Wegkreuz                               | Gusseisenkruzifixus auf Sandsteinsockel, zweite Hälfte 19. Jahrhundert | D-5-71-115-33 Wikidata | [[Vorlage:Bilderwunsch/code!/C:49.18631,10.58424!/D:Prof.-Sand-Straße (am Ortsausgang nach Mörlach), Wegkreuz!/\|BW]] |

### Heinersdorf
| Lage                                                                            | Objekt        | Beschreibung                                                                                           | Akten-Nr.              | Bild           |
| ------------------------------------------------------------------------------- | ------------- | --- | ---------------------- | -------------- |
| Am Kirchweg, am Weg nach Rottnersdorf, etwa 700 m außerhalb des Orts (Standort) | Steinkreuz    | Spätmittelalterlich                                                                                    | D-5-71-115-38          | BW             |
| Heinersdorf 1 (Standort)                                                        | Mühlenanwesen | Hauptbau Wohngebäude, zweigeschossiger Walmdachbau, bezeichnet „1764“                                  | D-5-71-115-37 Wikidata | weitere Bilder |
| Heinersdorf 1 (Standort)                                                        | Mühlenanwesen | Sägehaus, eingeschossiges Gebäude mit Halbwalmdach, massiv und Fachwerk, bezeichnet „1853“             | D-5-71-115-37 Wikidata | BW             |
| Heinersdorf 1 (Standort)                                                        | Mühlenanwesen | Nebengebäude, Stall, eingeschossiger Satteldachbau, Natursteinmauerwerk, zweite Hälfte 19. Jahrhundert | D-5-71-115-37 Wikidata | BW             |

### Kaudorf
| Lage                                  | Objekt                             | Beschreibung                                                     | Akten-Nr.              | Bild |
| ------------------------------------- | ---------------------------------- | ---------------------------------------------------------------- | ---------------------- | ---- |
| In Kaudorf, an einer Linde (Standort) | Kriegergedächtnismal               | Bemaltes Brett zum Gedächtnis der Gefallenen im Ersten Weltkrieg | D-5-71-115-40 Wikidata | BW   |
| Kaudorf 13 (Standort)                 | Ehemaliges Gasthaus, Wohnstallhaus | Zweigeschossiger Satteldachbau, massiv, bezeichnet „1804“        | D-5-71-115-39 Wikidata | BW   |

### Königshofen an der Heide
| Lage                        | Objekt                                                                                 | Beschreibung | Akten-Nr.              | Bild           |
| --------------------------- | -------------------------------------------------------------------------------------- | --- | ---------------------- | -------------- |
| Lindenstraße 2 (Standort)   | Wohnstallhaus                                                                          | Eingeschossiger traufständiger Satteldachbau, mit Zwerchhaus und Fachwerkgiebel, bezeichnet „1850“ | D-5-71-115-47 Wikidata | weitere Bilder |
| Münsterstraße 18 (Standort) | Evangelisch-lutherisches Pfarrhaus                                                     | Zweigeschossiger giebelständiger Satteldachbau, risalitförmig gestalteter Erker mit Treppengiebel, mit Natursteingliederungen und neugotischen Elementen, ausgehendes 19. Jahrhundert                                                                    | D-5-71-115-42 Wikidata | weitere Bilder |
| Münsterstraße 20 (Standort) | Evangelisch-lutherische Pfarrkirche, ehemalige Wallfahrtskirche Beatae Mariae Virginis | Dreischiffige Basilika, Südvorhalle zweite Hälfte 14. Jahrhundert, Erweiterung Mitte 15. Jahrhundert, nach Brand 1632 Umgestaltung der Staffelhalle zur Basilika, Turm im südlichen Chorwinkel (nördlich im 19. Jahrhundert abgetragen); mit Ausstattung | D-5-71-115-41 Wikidata | weitere Bilder |
| Münsterstraße 21 (Standort) | Ehemaliges Schulhaus, heute Gemeindehaus                                               | Zweigeschossiger Walmdachbau in Ecklage, teilweise Fachwerk verputzt, Ende 18. Jahrhundert | D-5-71-115-43 Wikidata | weitere Bilder |
| Steingasse 2 (Standort)     | Wohnstallhaus                                                                          | Massives eingeschossiges Gebäude mit Steildach, 1848 | D-5-71-115-44 Wikidata | BW             |
| Steingasse 2 (Standort)     | Nebengebäude                                                                           | Anschließend, eingeschossiger Satteldachbau, mit Fachwerkgiebel, Mitte 19. Jahrhundert | D-5-71-115-44 Wikidata | BW             |
| Steingasse 2 (Standort)     | Stall- und Scheunengebäude                                                             | Eingeschossiger massiver Satteldachbau, wohl zweite Hälfte 19. Jahrhundert | D-5-71-115-44 Wikidata | BW             |

### Liebersdorf
| Lage                                                                                  | Objekt              | Beschreibung                                                                        | Akten-Nr.              | Bild |
| ------------------------------------------------------------------------------------- | ------------------- | ----------------------------------------------------------------------------------- | ---------------------- | ---- |
| Großenrieder Weg; an der Straße nach Großenried, 500 m außerhalb des Ortes (Standort) | Wegkreuz            | Gusseiserner Kruzifixus, auf Steinsockel, zweite Hälfte 19. Jahrhundert             | D-5-71-115-52 Wikidata | BW   |
| In Liebersdorf (Standort)                                                             | Katholische Kapelle | Kleiner massiver Satteldachbau, Sandsteinquader, bezeichnet „1851“; mit Ausstattung | D-5-71-115-48 Wikidata | BW   |
| Thanner Weg; an der Straße nach Thann, 150 m außerhalb des Orts (Standort)            | Wegkreuz            | Gusseiserner Kruzifixus, auf Steinsockel, zweite Hälfte 19. Jahrhundert             | D-5-71-115-51          | BW   |

### Mörlach
| Lage                                                                                       | Objekt                      | Beschreibung                                                              | Akten-Nr.              | Bild |
| ------------------------------------------------------------------------------------------ | --------------------------- | ------------------------------------------------------------------------- | ---------------------- | ---- |
| Am Oberndorfer Weg; am Fußweg nach Taugenroth (Standort)                                   | Bildstockkapelle            | Kleiner Ziegelbau mit Satteldach, um 1900                                 | D-5-71-115-55 Wikidata | BW   |
| Am Oberndorfer Weg (Standort)                                                              | Bildstockfragment           | Wohl 18. Jahrhundert, Aufsatz mit Kreuz neu ergänzt                       | D-5-71-115-56 Wikidata | BW   |
| Im Hungerbühl; an der Straße nach Wiesethbruck 200 m außerhalb (Standort)                  | Wegkreuz                    | Gusseisenkruzifixus auf Sandsteinsockel, 19. Jahrhundert                  | D-5-71-115-57 Wikidata | BW   |
| In Mörlach, bei der Ortskapelle (Standort)                                                 | Feuerwehrhaus               | Eingeschossiger schlichter Satteldachbau, zweite Hälfte 19. Jahrhundert   | D-5-71-115-54 Wikidata | BW   |
| In Mörlach (Standort)                                                                      | Katholische Kapelle         | Massiver Satteldachbau, mit Dachreiter, neugotisch, 1878; mit Ausstattung | D-5-71-115-53 Wikidata | BW   |
| In Mörlach; an der Straße nach Großenried am Ortsausgang (Standort)                        | Wegkreuz, Kreuzigungsgruppe | Gusseisen auf Sandsteinsockel, um 1850                                    | D-5-71-115-59 Wikidata | BW   |
| In Mörlach, am Ortsausgang nach Ornbau (Standort)                                          | Wegkreuz                    | Gusseisenkruzifixus auf Sandsteinsockel, zweite Hälfte 19. Jahrhundert    | D-5-71-115-58          | BW   |
| Oberes Hölzlein, an der Straße nach Großenried, circa 400 m außerhalb des Ortes (Standort) | Wegkreuz                    | Gusseisenkruzifixus auf Sandsteinsockel, Mitte 19. Jahrhundert            | D-5-71-115-60 Wikidata | BW   |

### Reichenau
| Lage                    | Objekt  | Beschreibung | Akten-Nr.              | Bild |
| ----------------------- | ------- | --- | ---------------------- | ---- |
| Reichenau 15 (Standort) | Gasthof | Zweigeschossiges giebelständiges Gebäude mit Steildach, massiv, mit Putzgliederung, angeblich ehemaliges Kloster, 1763, mit älterem Kern | D-5-71-115-61 Wikidata | BW   |

### Röttenbach
| Lage                     | Objekt               | Beschreibung                                                                                          | Akten-Nr.              | Bild |
| ------------------------ | -------------------- | --- | ---------------------- | ---- |
| In Röttenbach (Standort) | Kriegerdenkmal       | Gedenkstein für 1914/18, nach 1918                                                                    | D-5-71-115-66 Wikidata | BW   |
| Röttenbach 1 (Standort)  | Gasthaus Grüner Baum | Eingeschossiges Wohnstallhaus, frühes 19. Jahrhundert                                                 | D-5-71-115-64 Wikidata | BW   |
| Röttenbach 5 (Standort)  | Wohnstallhaus        | Eingeschossiges massives Gebäude mit Steildach, im Kern 17. Jahrhundert, „1803“ erneuert (bezeichnet) | D-5-71-115-62 Wikidata | BW   |

### Rottnersdorf
| Lage                      | Objekt                                                   | Beschreibung                                                        | Akten-Nr.              | Bild |
| ------------------------- | -------------------------------------------------------- | ------------------------------------------------------------------- | ---------------------- | ---- |
| Rottnersdorf 1 (Standort) | Rottnersdorfer Mühle: Ehemaliges Mühlen- und Wohngebäude | eingeschossiger Satteldachbau, massiv, im Kern wohl 16. Jahrhundert | D-5-71-115-67 Wikidata | BW   |
| Rottnersdorf 1 (Standort) | Rottnersdorfer Mühle: Scheune                            | massiver Satteldachbau, 19. Jahrhundert                             | D-5-71-115-67          | BW   |

### Sachsbach
| Lage                    | Objekt                                                  | Beschreibung | Akten-Nr.              | Bild           |
| ----------------------- | ------------------------------------------------------- | --- | ---------------------- | -------------- |
| Sachsbach 8 (Standort)  | Bauernhof                                               | Wohnhaus, zweigeschossiger giebelständiger Satteldachbau, mit einfachen Putzgliederungen, zweites Drittel 19. Jahrhundert                                                                                            | D-5-71-115-78 Wikidata | BW             |
| Sachsbach 9 (Standort)  | Bauernhof: Wohnhaus                                     | zweigeschossiger giebelständiger Satteldachbau, massiv, mit einfacher Putzgliederung, zweites Drittel 19. Jahrhundert                                                                                                | D-5-71-115-79 Wikidata | BW             |
| Sachsbach 9 (Standort)  | Bauernhof: Nebengebäude                                 | Natursteinmauerwerk, mit Fachwerkgiebel, zweite Hälfte 19. Jahrhundert | D-5-71-115-79 Wikidata | BW             |
| Sachsbach 11 (Standort) | Ehemaliger Bauernhof: Wohnstallhaus                     | zweigeschossiger, massiver und verputzter Satteldachbau, mit profilierten Natursteinrahmungen, vor 1826, umgebaut im späten 19. Jahrhundert                                                                          | D-5-71-115-80 Wikidata | BW             |
| Sachsbach 11 (Standort) | Ehemaliger Bauernhof: Wirtschaftsgebäude                | Hakenförmiges Wirtschaftsgebäude mit Stall- und Scheunenteil, eingeschossige Satteldachbauten, teilweise Bruchsteinmauerwerk, teilweise Fachwerk, im Kern um 1800, verändert und erweitert im späten 19. Jahrhundert | D-5-71-115-80 Wikidata | BW             |
| Sachsbach 38 (Standort) | Evangelisch-lutherische Filialkirche St. Georg und Veit | Chorturmkirche, Langhaus mit Satteldach, Turm mit Zeltdach und Fachwerk-Obergeschosse, im Kern 14. Jahrhundert, erweitert im 19. Jahrhundert; mit Ausstattung                                                        | D-5-71-115-68 Wikidata | weitere Bilder |
| Sachsbach 62 (Standort) | Ehemaliges Gasthaus                                     | Zweigeschossiger giebelständiger Satteldachbau, teilweise verputztes Fachwerk, 16./17. Jahrhundert, Umbau erste Hälfte 19. Jahrhundert                                                                               | D-5-71-115-70 Wikidata | BW             |
| Sachsbach 63 (Standort) | Ehemalige Brauerei                                      | Zweigeschossiges massives Walmdachhaus, ehemaliges Braugebäude, 18./19. Jahrhundert | D-5-71-115-76 Wikidata | BW             |
| Sachsbach 63 (Standort) | Ehemalige Brauerei: Nebengebäude                        | ehemaliges Brauhaus, Massiver Satteldachbau, 19. Jahrhundert | D-5-71-115-76 Wikidata | BW             |
| Sachsbach 76 (Standort) | Bauernhaus                                              | Zweigeschossiger giebelständiger Satteldachbau, massiv, mit profilierten Rahmungen, zweites Drittel 19. Jahrhundert                                                                                                  | D-5-71-115-75 Wikidata | BW             |
| Sachsbach 77 (Standort) | Wohnstallhaus                                           | Eingeschossiges giebelständiges Gebäude mit Steildach, erste Hälfte 19. Jahrhundert | D-5-71-115-72 Wikidata | BW             |
| Sachsbach 78 (Standort) | Bauernhaus                                              | Zweigeschossiger giebelständiger Satteldachbau, massiv, mit profilierten Rahmungen, zweite Hälfte 19. Jahrhundert, bezeichnet „1923“                                                                                 | D-5-71-115-71 Wikidata | BW             |

### Selingsdorf
| Lage                     | Objekt        | Beschreibung                                 | Akten-Nr.              | Bild |
| ------------------------ | ------------- | -------------------------------------------- | ---------------------- | ---- |
| Selingsdorf 1 (Standort) | Wohnstallhaus | Eingeschossiger massiver Satteldachbau, 1850 | D-5-71-115-82 Wikidata | BW   |

### Thann
| Lage                    | Objekt                                                            | Beschreibung | Akten-Nr.              | Bild           |
| ----------------------- | ----------------------------------------------------------------- | --- | ---------------------- | -------------- |
| Thann 33 (Standort)     | Ehemaliges Gasthaus                                               | Zweigeschossiger massiver Satteldachbau in Ecklage, 1827 | D-5-71-115-85 Wikidata | BW             |
| Thann 33 (Standort)     | Scheune                                                           | Eingeschossiger Satteldachbau, massiv, mit Fachwerkgiebel, 19. Jahrhundert                                                                                   | D-5-71-115-85 Wikidata | BW             |
| Thann 38, 40 (Standort) | Ehemaliger Amtssitz der Freiherren von Crailsheimer Forstei Thann | Rest einer mittelalterlichen ehemals vierarmigen Burganlage, zweigeschossiger Satteldachbau, teilweise Fachwerk, zweites Viertel 19. Jahrhundert restauriert | D-5-71-115-84 Wikidata | BW             |
| Thann 44 (Standort)     | Evangelisch-lutherische Pfarrkirche St. Peter                     | Saalkirche mit Ostturm, Neubau von 1766; mit Ausstattung | D-5-71-115-83 Wikidata | weitere Bilder |
| Thann 51 (Standort)     | Schmiede                                                          | Stattliches zweigeschossiges Giebelhaus, massiv, Mitte 19. Jahrhundert                                                                                       | D-5-71-115-86 Wikidata | BW             |
| Thann 51 (Standort)     | Nebengebäude                                                      | | D-5-71-115-86 Wikidata | BW             |

### Waizendorf
| Lage                     | Objekt        | Beschreibung                                                             | Akten-Nr.              | Bild |
| ------------------------ | ------------- | ------------------------------------------------------------------------ | ---------------------- | ---- |
| Waizendorf 12 (Standort) | Wohnstallhaus | Eingeschossiger massiver Bau mit Steildach, erste Hälfte 19. Jahrhundert | D-5-71-115-89 Wikidata | BW   |

### Weidendorf
| Lage                     | Objekt     | Beschreibung                                                        | Akten-Nr.              | Bild |
| ------------------------ | ---------- | ------------------------------------------------------------------- | ---------------------- | ---- |
| In Weidendorf (Standort) | Wegkreuz   | Gusseiserner Kruzifixus, auf Sandsteinsockel, Mitte 19. Jahrhundert | D-5-71-115-91 Wikidata | BW   |
| In Weidendorf (Standort) | Wegkapelle | Kleiner massiver Satteldachbau, um 1925/30; mit Ausstattung         | D-5-71-115-90 Wikidata | BW   |

### Weihermühle
| Lage                     | Objekt             | Beschreibung                                                                                         | Akten-Nr.              | Bild |
| ------------------------ | ------------------ | --- | ---------------------- | ---- |
| Weihermühle 1 (Standort) | Mühl- und Wohnhaus | Zweigeschossiger massiver Satteldachbau, mit Natursteinprofilen, Mitte 19. Jahrhundert, älterer Kern | D-5-71-115-92 Wikidata | BW   |

### Wiesethbruck
| Lage                                                                            | Objekt                       | Beschreibung | Akten-Nr.               | Bild |
| ------------------------------------------------------------------------------- | ---------------------------- | --- | ----------------------- | ---- |
| Erlfeld, am Weg nach Röttenbach (Standort)                                      | Wegkreuz                     | Gusseisenkruzifixus auf Sandsteinsockel, Mitte 19. Jahrhundert                                                            | D-5-71-115-96           | BW   |
| Heckäcker, an der Straße nach Voggendorf (Standort)                             | Wegkreuz                     | Gusseisenkruzifixus auf Sandsteinsockel, Mitte 19. Jahrhundert                                                            | D-5-71-115-98           | BW   |
| Heckäcker, an der Straße nach Mörlach, bei der Abzweigung Taugenroth (Standort) | Kriegerdenkmal 1914/18       | Steinsockel mit Inschrift und steinernem Kruzifix                                                                         | D-5-71-115-99 Wikidata  | BW   |
| In Wiesethbruck (Standort)                                                      | Katholische Kapelle          | Kleiner massiver Satteldachbau, mit einfacher Putzgliederung, bezeichnet „1746“; mit Ausstattung                          | D-5-71-115-93 Wikidata  | BW   |
| Kreisstraße AN 57; an der Straße nach Arberg (Standort)                         | Wegkreuz                     | Gusseisenkruzifixus auf Sandsteinsockel, Ende 19. Jahrhundert                                                             | D-5-71-115-97 Wikidata  | BW   |
| Langwasen (Standort)                                                            | Wegkapelle                   | Sogenannte Reiserkapelle, kleiner massiver Satteldachbau, mit Putzgliederung, 1754; mit Ausstattung                       | D-5-71-115-103 Wikidata | BW   |
| Wiesethbruck 41 (Standort)                                                      | Mühle, Mühl- und Wohngebäude | Zweigeschossiger massiver Satteldachbau, mit getrepptem Volutengiebel, Ecklisenen und Putzgliederung, 17./18. Jahrhundert | D-5-71-115-94 Wikidata  | BW   |

### Winkel
| Lage                                           | Objekt                     | Beschreibung                  | Akten-Nr.               | Bild |
| ---------------------------------------------- | -------------------------- | ----------------------------- | ----------------------- | ---- |
| Holzfeld, am westlichen Ortsausgang (Standort) | Wegkreuz                   | Holzkruzifix, 19. Jahrhundert | D-5-71-115-102 Wikidata | BW   |
| Winkel 11 (Standort)                           | Zugehöriger Kleintierstall | Massiv, 1851                  | D-5-71-115-100 Wikidata | BW   |

## Ehemalige Baudenkmäler
In diesem Abschnitt sind Objekte aufgeführt, die früher einmal in der Denkmalliste eingetragen waren, jetzt aber nicht mehr. Objekte, die in anderem Zusammenhang also z. B. als Teil eines Baudenkmals weiter eingetragen sind, sollen hier nicht aufgeführt werden. Aktennummern in diesem Abschnitt sind ehemalige, jetzt nicht mehr gültige Aktennummern.

| Lage                                    | Objekt                                                   | Beschreibung                                                                     | Akten-Nr.              | Bild |
| --------------------------------------- | -------------------------------------------------------- | -------------------------------------------------------------------------------- | ---------------------- | ---- |
| Rohrbach Rohrbach 1 (Standort)          | Wohnstallhaus                                            | Zweigeschossig, massiv, Mitte 19. Jahrhundert                                    | D-5-71-115-88 Wikidata | BW   |
| Sachsbach Sachsbach 14 (Standort)       | Wohngebäude                                              | Zweigeschossiger Walmdachbau, teilweise Fachwerk verputzt, 18. Jahrhundert       | D-5-71-115-77 Wikidata | BW   |
| Sachsbach Sachsbach 14 (Standort)       | Nebengebäude                                             | Eingeschossiger Satteldachbau, teilweise Fachwerk, 19. Jahrhundert               | D-5-71-115-77 Wikidata | BW   |
| Sachsbach Sachsbach 82 (Standort)       | Wohnstallhaus                                            | Zweigeschossig, massiv, 1865                                                     | D-5-71-115-74 Wikidata | BW   |
| Sachsbach In Sachsbach (Standort)       | Friedhof                                                 | 1824, renoviert 1884, 1904, erweitert 1968                                       | D-5-71-115-81 Wikidata | BW   |
| Sachsbach In Sachsbach (Standort)       | Friedhof                                                 | Ummauerung 19. Jahrhundert                                                       | D-5-71-115-81 Wikidata | BW   |
| Sachsbach In Sachsbach (Standort)       | Friedhof                                                 | Grabsteine spätes 19. und frühes 20. Jahrhundert                                 | D-5-71-115-81 Wikidata | BW   |
| Waizendorf Waizendorf 4 (Standort)      | Waizendorfer Mühle                                       | Wohnstallhaus, Massives Erdgeschoss, Obergeschosse Fachwerk, 18./19. Jahrhundert | D-5-71-115-87 Wikidata | BW   |
| Wiesethbruck Wiesethbruck 14 (Standort) | Bemalte steinerne Relieffigur des „Schenken von Greiern“ | Neuzeitlich volkstümlich; an zugehöriger Scheune                                 | D-5-71-115-95 Wikidata | BW   |

## Abgegangene Baudenkmäler
In diesem Abschnitt sind Objekte aufgeführt, die früher einmal in der Denkmalliste eingetragen waren, jetzt aber nicht mehr existieren, z. B. weil sie abgebrochen wurden. Aktennummern in diesem Abschnitt sind ehemalige, jetzt nicht mehr gültige Aktennummern.

| Lage                                         | Objekt                    | Beschreibung                                                                | Akten-Nr.              | Bild |
| -------------------------------------------- | ------------------------- | --------------------------------------------------------------------------- | ---------------------- | ---- |
| Bechhofen Dinkelsbühler Straße (Standort)    | Traufseitiges Wohnhaus    | Fachwerkobergeschoss verputzt, Krüppelwalm, Zwerchhaus, 18./19. Jahrhundert | D-5-71-115-3 Wikidata  | BW   |
| Bechhofen Dinkelsbühler Straße 15 (Standort) | Stattliches Giebelhaus    | Zweigeschossig, verputztes Fachwerk, 17. Jahrhundert                        | D-5-71-115-7 Wikidata  | BW   |
| Bechhofen Dinkelsbühler Straße 15 (Standort) | Giebelseitiges Doppelhaus | Eingeschossig, verputztes Fachwerk, im Kern 16./17. Jahrhundert             | D-5-71-115-6 Wikidata  | BW   |
| Bechhofen Dinkelsbühler Straße 15 (Standort) | Wirtschaftsgebäude        | Rückseitig, 17./18. Jahrhundert                                             | D-5-71-115-6 Wikidata  | BW   |
| Bechhofen Obere Weihergasse 3 (Standort)     | Wohnhaus                  | Eingeschossig breit gelagert, verputztes Fachwerk, 16. Jahrhundert          | D-5-71-115-14 Wikidata | BW   |